# 潁東区
潁東区（えいとう-く）は、中華人民共和国安徽省阜陽市に位置する市轄区。

## 行政区画
- 街道:河東街道、新華街道、向陽街道
- 鎮:口孜鎮、挿花鎮、袁寨鎮、棗荘鎮、老廟鎮、正午鎮、楊楼孜鎮、新烏江鎮
- 郷:冉廟郷